# 日鉄鋼管 (2代目)
日鉄鋼管株式会社（にってつこうかん、英文社名：NIPPON STEEL PIPE CO.,LTD.）は、東京都千代田区に本社を置く、日本製鉄グループの溶接鋼管を製造するメーカーである。2025年4月に日本製鉄グループとの吸収分割により消滅会社となる。

## 主力製品
- 自動車用鋼管
- 建築構造用鋼管

## 主要事業所
- 本社 - 東京都千代田区有楽町1丁目1-3 東京宝塚ビル12F
- 名古屋支社 - 愛知県名古屋市中区錦2丁目13番19号 瀧定名古屋ビル6階
- 大阪支社 - 大阪府大阪市中央区今橋4丁目3-18 HK今橋ビル10F
- 九州支社 - 福岡県福岡市博多区店屋町5-18 博多NSビル4F

### 製造拠点
- 鹿島製造所 - 茨城県鹿嶋市大字光3-5
- 名古屋製造所 - 愛知県東海市東海町5-3
- 尼崎製造所 - 兵庫県尼崎市東塚口町2丁目4-65
- 和歌山製造所 - 和歌山県和歌山市湊1850番地
- 九州製造所 - 福岡県豊前市大字八屋2544-6

## 沿革

### 住友鋼管
- 1911年9月 - 千葉県市川市に日本パイプ製造創立。国内メーカーとして初めて電線管事業を手掛ける。
- 1926年7月 - 住友金属工業（後・新日鐵住金を経て日本製鉄）と資本・技術提携。
- 1940年5月 - 尼崎工場（現・尼崎製造所）操業開始。
- 1951年9月 - 東京証券取引所に株式上場。
- 1989年3月 - 住友金属工業、三井物産との合弁としてSEYMOUR TUBING, INC.（米国インディアナ州シーモア市）を設立。
- 1999年7月 - 住友金属工業の溶接鋼管事業を統合、「住友鋼管株式会社」に商号変更。
- 2003年6月 - 東京事業所を鹿島事業所（茨城県鹿嶋市）へ移転完了。
- 2003年11月 - 住友商事との合弁として住友鋼管（広州）汽車配件有限公司（現広州日鉄住金鋼管有限公司）（中華人民共和国広東省広州市）を設立。
- 2006年4月 - 電線管部門を分離、松下電工（現・パナソニック）の電線管部門と統合して松下電工SPT（現・パナソニックSPT）を設立。
- 2013年8月 - 株式交換により新日鐵住金（現・日本製鉄）の完全子会社となる。

### 日鉄鋼管（初代）
- 1933年2月 - 東京コンヂット製造株式会社設立。
- 1993年3月 - 多摩鋼管工業株式会社を合併。
- 1994年4月 - 「日鉄鋼管株式会社」に商号変更。
- 2004年7月 - 新日本製鐵（後・新日鐵住金を経て日本製鉄）の完全子会社となる。
- 2013年10月 - 住友鋼管に吸収合併され、法人格消滅。

### 日鉄住金鋼管→日鉄鋼管（2代目）
- 2013年10月 - 住友鋼管が日鉄鋼管を吸収合併し、「日鉄住金鋼管株式会社」に商号変更。
- 2014年1月 - 新日鐵住金より海外電縫管事業会社を譲受される。
- 2015年8月 - 堺製造所を休止[1]。
- 2015年11月 - 川崎製造所を休止。
- 2019年4月 - 親会社・新日鐵住金の商号変更に伴い、「日鉄鋼管株式会社」に商号変更[2]（2代目）。
- 2022年10月 - 日鉄鋼管（2代目）が国内事業を日鉄鋼管分割準備株式会社（日鉄鋼管（3代目））に移管[3]。日鉄鋼管（2代目）は海外事業会社の株式を保有する持株会社となり、「日鉄溶接鋼管マネジメント株式会社」に商号変更[3]。

### 日鉄鋼管（3代目）
- 2022年8月 - 「日鉄鋼管分割準備株式会社」の商号で会社設立。日本製鉄の100%子会社。
- 2022年10月 - 日鉄鋼管（2代目）から国内事業を承継し、「日鉄鋼管株式会社」に商号変更（3代目）[3]。
- 2025年4月 - 建材管の商権を中心とした事業を会社分割することで日鉄建材が承継し、残るメカニカル鋼管事業を日本製鉄が日鉄鋼管を吸収合併することで承継。

## 主要関係会社

### 国内関係企業
- 日鉄鋼管ファインチューブ株式会社（徳島県板野郡）
- パナソニックSPT株式会社（茨城県鹿嶋市）